# Kapelica sv. Marije Formoze u Puli
44°52′4.81″N 13°50′36.81″E / 44.8680028°N 13.8435583°E
Kapelica sv. Marije Formoze u Puli pripadala je ranokršćanskoj bazilici sv. Marije Formoze koja je bila dio sklopa benediktinske opatije podignute u drugoj polovici 6. stoljeća zahvaljujući ravenskom nadbiskupu Maksimijanu, porijeklom iz istarskog grada Rovinja.
Bazilika sv. Marije Formoze (ili od Canetta) je bila duga 32 m, a široka 19 m, a pretpostavlja se da su na njezinom mjestu prethodno bile ruševine Minervinog hrama. Po zapisima iz ovog i kasnijeg razdoblja može se zaključiti da je bazilika bila izuzetno raskošna. Na ukrašavanju su radili čak carigradski majstori. U crkvi su bili mramorni stupovi, mramorni reljefi, freske, podni mozaici. Jedan zapis iz 16. stoljeća govori o kamenom sarkofagu nekog biskupa u memorijalnoj kapeli pa se također pretpostavlja da su kapele u to vrijeme imale ulogu mauzoleja.
Trobrodna bazilika imala je dvije bočne kapele križnog oblika, potpuno simetrične, a koje su se nalazile uz svetište. Od dviju kapela južna je sačuvana do danas, a sjeverna je dobrim dijelom ugrađena u susjedne stambene zgrade. Sjeverni zid bazilike danas je vidljiv kao ogradni zid susjednog vrta, na čijem je mjestu vjerojatno bila Benediktinska opatija. Postojao je i zvonik koji se danas, ako je išta ostalo od njega, nalazi ispod susjednih zgrada.
Već u 13. stoljeću crkva je toliko zapuštena i okružena močvarom te je nazvana crkvom sv. Marije od Trstike. Nakon niza nedaća i teških oštećenja u ratu Pule s Venecijom 1243., bazilika je krajem 16. stoljeća u ruševnom stanju. Iz opisa Pietra Kandlera doznajemo da su 1847., osim danas sačuvane kapele, bili još vidljivi dijelovi apside i perimetralnih zidova.
Iako je stilski identična ostalim ravenskim crkvama iz tog doba, razlikuje se prema korištenom građevinskom materijalu. Naime, za njezinu je gradnju korišten kamen, a ne opeka. Pod i zidovi Kapele bili su ukrašeni mozaicima, čiji se ostaci danas čuvaju u prostorima Arheološkog muzeja Istre. Zbog svojih dimenzija i načina gradnje, kao i potpune očuvanosti, Kapela pripada spomenicima od izuzetne arhitektonske vrijednosti.

## Vanjske poveznice
|  | Zajednički poslužitelj ima još gradiva o temi kapela sv. Marije Formoze u Puli |